# Айрис Чан
Айрис Чан (на английски: Iris Chang) е американска писателка и журналистка.

## Биография
Родена е на 28 март 1968 година в Принстън в семейството на учени, имигранти от Китай. През 1989 година получава бакалавърска степен по журналистика в Университета на Илинойс в Ърбана-Шампейн, а след това защитава магистратура в Университета „Джонс Хопкинс“.
Още от студентските си години сътрудничи на големи медии, като „Ню Йорк Таймс“, „Асошиейтед Прес“ и „Чикаго Трибюн“. Автор е на няколко документални книги на теми, свързани с китайските емигранти в Съединените щати и японските военни престъпления през Втората световна война. Най-известна сред тях е посветената на Нанкинското клане The Rape of Nanking (1997), която се превръща в бестселър и ѝ донася широка известност.
В последната година от живота си Айрис Чан страда от тежка депресия и на 9 ноември 2004 година се самоубива, прострелвайки се в колата си край Лос Гатос.